# Trois-Villes
Pour les articles homonymes, voir Trois-Villes.
Trois-Villes (Iruri en basque), est une commune française, située dans le département des Pyrénées-Atlantiques en région Nouvelle-Aquitaine.
Le gentilé est Iruritar.

## Géographie

### Localisation
La commune de Trois-Villes se trouve dans le département des Pyrénées-Atlantiques, en région Nouvelle-Aquitaine.
Elle se situe à 63 km par la route de Pau, préfecture du département, à 30 km d'Oloron-Sainte-Marie, sous-préfecture, et à 12 km de Mauléon-Licharre, bureau centralisateur du canton de Montagne Basque dont dépend la commune depuis 2015 pour les élections départementales.
La commune fait en outre partie du bassin de vie de Mauléon-Licharre.
Les communes les plus proches sont : 
Ossas-Suhare (1,4 km), Alos-Sibas-Abense (1,6 km), Tardets-Sorholus (2,2 km), Sauguis-Saint-Étienne (2,3 km), Camou-Cihigue (3,1 km), Menditte (3,8 km), Lichans-Sunhar (4,5 km), Laguinge-Restoue (4,5 km).
Sur le plan historique et culturel, Trois-Villes fait partie de la province de la Soule, un des sept territoires composant le Pays basque,. La Basse-Navarre en est la province la plus variée en ce qui concerne son patrimoine, mais aussi la plus complexe du fait de son morcellement géographique. Depuis 1999, l'Académie de la langue basque ou Euskalzaindia divise le territoire du Labourd en six zones,. La Soule, traversée par la vallée du Saison, est restée repliée sur ses traditions (mascarades, pastorales, chasse à la palombe, etc). Elle se divise en Arbaille, Basse-Soule et Haute-Soule, dont fait partie la commune.

### Communes limitrophes
Les communes limitrophes sont  Alos-Sibas-Abense, Barcus, Ossas-Suhare, Sauguis-Saint-Étienne et Tardets-Sorholus.
|              | Sauguis-Saint-Étienne | Barcus           |
| Ossas-Suhare | Trois-Villes          | Tardets-Sorholus |
|              | Alos-Sibas-Abense     |                  |

### Hydrographie

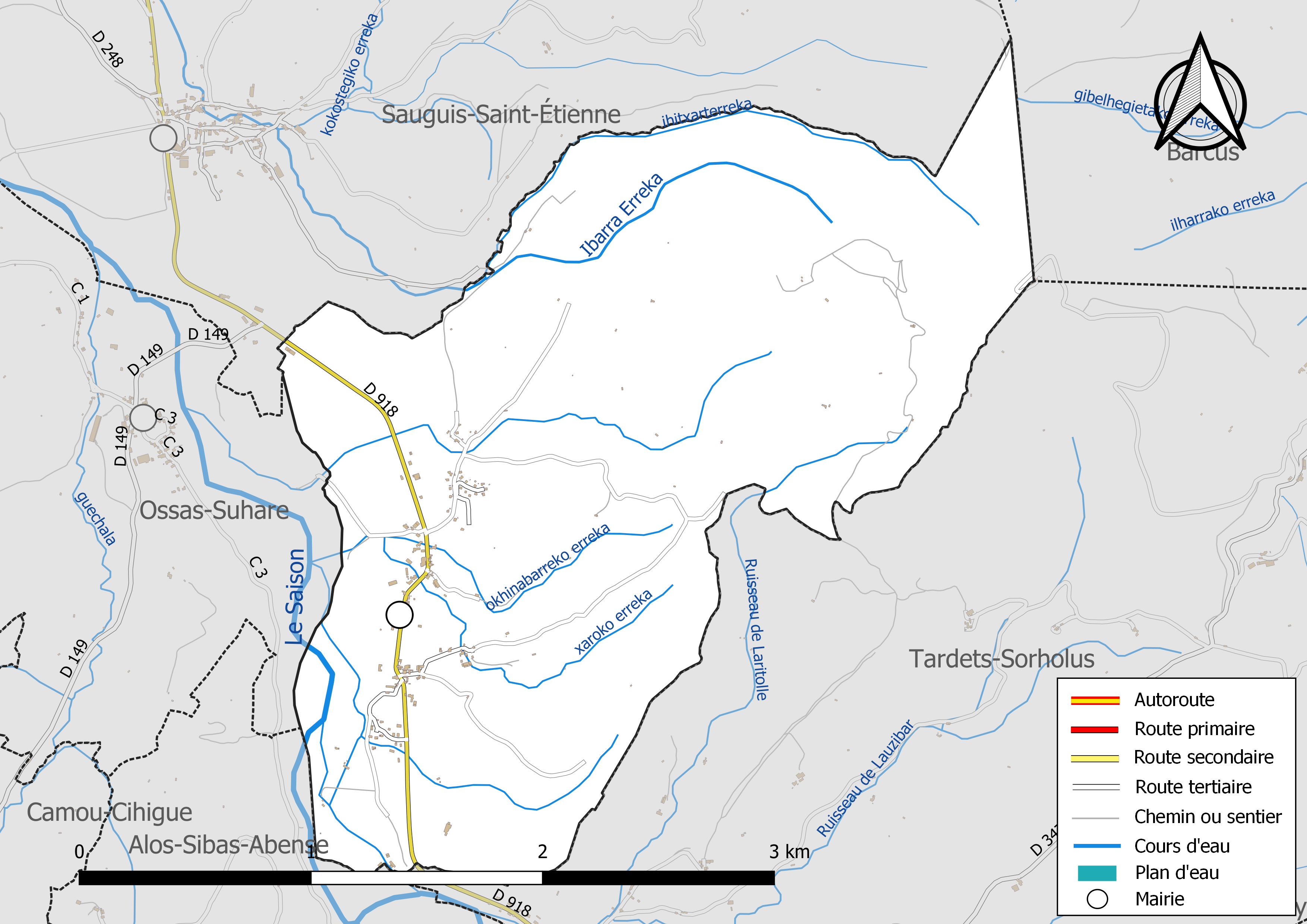
Réseaux hydrographique et routier de Trois-Villes.

La commune est drainée par le Saison, Ibarra erreka, Charoko erreka, Ihixart erreka, Okhinabarre erreka, le ruisseau de Laritolle, et par divers petits cours d'eau, constituant un réseau hydrographique de 15 km de longueur totale,.
Le Saison, d'une longueur totale de 72,2 km, prend sa source dans la commune de Larrau et s'écoule du sud vers le nord. Il traverse la commune et se jette dans le gave d'Oloron à Autevielle-Saint-Martin-Bideren, après avoir traversé 31 communes.

### Climat
Pour des articles plus généraux, voir Climat de la Nouvelle-Aquitaine et Climat des Pyrénées-Atlantiques.
Historiquement, la commune est dans une zone de transition entre les climats océaniques aquitain et basque.  
En 2020, Météo-France publie une typologie des climats de la France métropolitaine dans laquelle la commune est exposée à un climat de montagne et est dans la région climatique Pyrénées atlantiques, caractérisée par une pluviométrie élevée (>1 200 mm/an) en toutes saisons, des hivers très doux (7,5 °C en plaine) et des vents faibles.
Pour la période 1971-2000, la température annuelle moyenne est de 13,4 °C, avec une amplitude thermique annuelle de 13,3 °C. Le cumul annuel moyen de précipitations est de 1 407 mm, avec 11,9 jours de précipitations en janvier et 8,8 jours en juillet. Pour la période 1991-2020, la température moyenne annuelle observée sur la station météorologique la plus proche, située sur la commune de Licq-Athérey à 7 km à vol d'oiseau, est de 13,1 °C et le cumul annuel moyen de précipitations est de 1 528,1 mm,. Pour l'avenir, les paramètres climatiques de la commune estimés pour 2050 selon différents scénarios d’émission de gaz à effet de serre sont consultables sur un site dédié publié par Météo-France en novembre 2022.

### Milieux naturels et biodiversité

#### Réseau Natura 2000
Le réseau Natura 2000 est un réseau écologique européen de sites naturels d'intérêt écologique élaboré à partir des Directives « Habitats » et « Oiseaux », constitué de zones spéciales de conservation (ZSC) et de zones de protection spéciale (ZPS).
Un site Natura 2000 a été défini sur la commune au titre de la « directive Habitats » : « le Saison (cours d'eau) », d'une superficie de 2 200 ha, un cours d'eau de très bonne qualité à salmonidés,.

#### Zones naturelles d'intérêt écologique, faunistique et floristique
L’inventaire des zones naturelles d'intérêt écologique, faunistique et floristique (ZNIEFF) a pour objectif de réaliser une couverture des zones les plus intéressantes sur le plan écologique, essentiellement dans la perspective d’améliorer la connaissance du patrimoine naturel national et de fournir aux différents décideurs un outil d’aide à la prise en compte de l’environnement dans l’aménagement du territoire.
Deux ZNIEFF de type 2 sont recensées sur la commune, : 
- le « bassin versant du Lausset et du Joos : bois, landes et zones tourbeuses » (19 519,13 ha), couvrant 23 communes du département[26] ;
- le « réseau hydrographique du gave d'Oloron et de ses affluents » (6 885,32 ha), couvrant 114 communes dont 2 dans les Landes et 112 dans les Pyrénées-Atlantiques[27].

## Urbanisme

### Typologie
Au 1er janvier 2024, Trois-Villes est catégorisée commune rurale à habitat dispersé, selon la nouvelle grille communale de densité à sept niveaux définie par l'Insee en 2022.
Elle est située hors unité urbaine. Par ailleurs la commune fait partie de l'aire d'attraction d'Oloron-Sainte-Marie, dont elle est une commune de la couronne,. Cette aire, qui regroupe 44 communes, est catégorisée dans les aires de moins de 50 000 habitants,.

### Occupation des sols

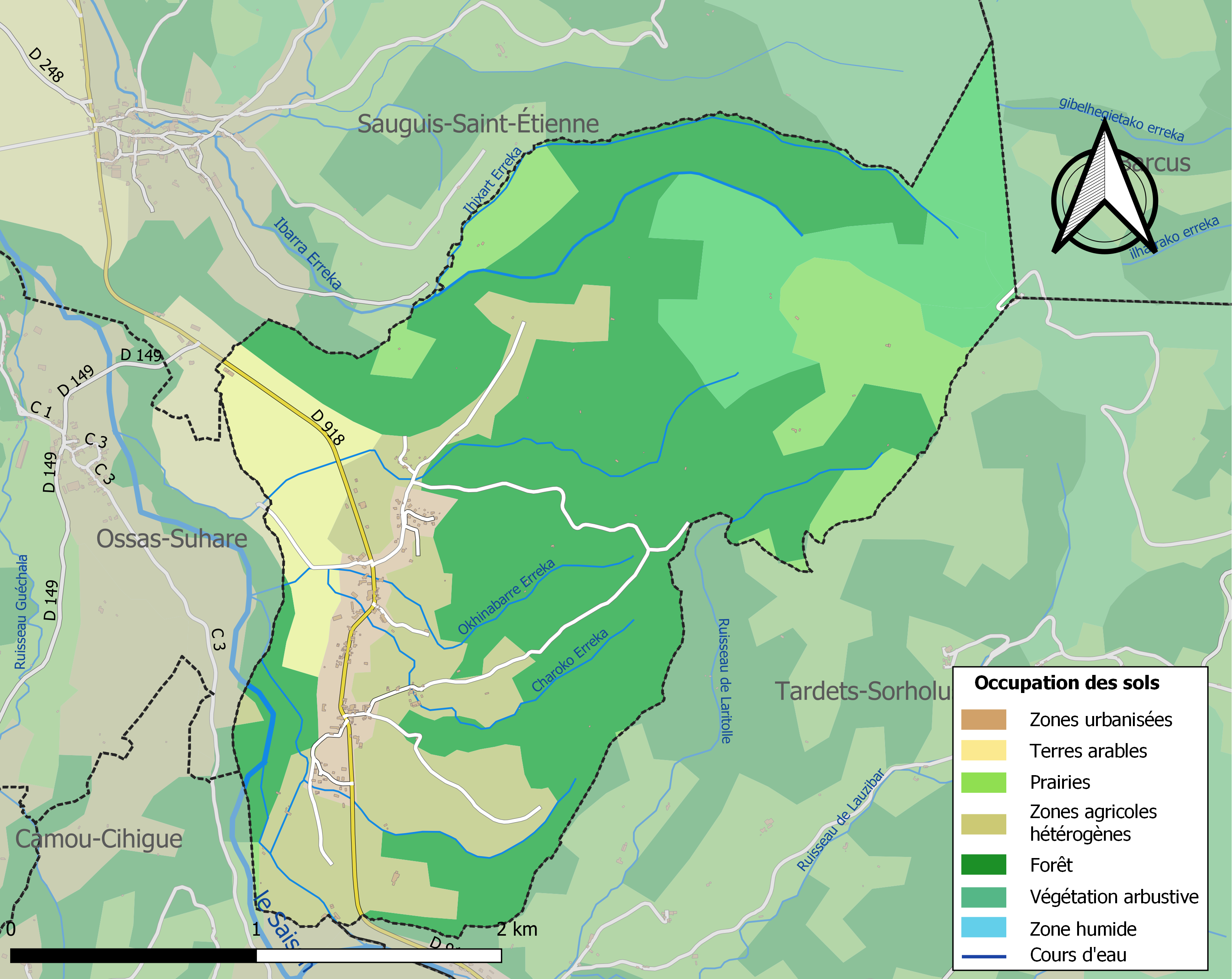
Carte des infrastructures et de l'occupation des sols de la commune en 2018 (CLC).

L'occupation des sols de la commune, telle qu'elle ressort de la base de données européenne d’occupation biophysique des sols Corine Land Cover (CLC), est marquée par l'importance des forêts et milieux semi-naturels (62,6 % en 2018), une proportion sensiblement équivalente à celle de 1990 (62,5 %). La répartition détaillée en 2018 est la suivante : 
forêts (50,3 %), zones agricoles hétérogènes (17,6 %), milieux à végétation arbustive et/ou herbacée (12,3 %), prairies (9,7 %), terres arables (6,2 %), zones urbanisées (3,9 %). L'évolution de l’occupation des sols de la commune et de ses infrastructures peut être observée sur les différentes représentations cartographiques du territoire : la carte de Cassini (XVIIIe siècle), la carte d'état-major (1820-1866) et les cartes ou photos aériennes de l'IGN pour la période actuelle (1950 à aujourd'hui).

### Lieux-dits et hameaux
Sept quartiers composent la commune de Trois-Villes :
- Eiheraltea ;
- Gañeko hiria ;
- Gatieta ;
- Intxauspealtea (ou Peko elgea, Intxauspea sur les cartes IGN) ;
- Inchauspe sur les cartes IGN) ;
- Paxerregia (Paxeragia sur les cartes IGN) ;
- Peko hiria ;
- Okhinabarre.

### Risques majeurs
Le territoire de la commune de Trois-Villes est vulnérable à différents aléas naturels : météorologiques (tempête, orage, neige, grand froid, canicule ou sécheresse), inondations, feux de forêts et séisme (sismicité moyenne). Il est également exposé à deux risques technologiques,  le transport de matières dangereuses et la rupture d'un barrage. Un site publié par le BRGM permet d'évaluer simplement et rapidement les risques d'un bien localisé soit par son adresse soit par le numéro de sa parcelle.

#### Risques naturels
Certaines parties du territoire communal sont susceptibles d’être affectées par le risque d’inondation par une crue torrentielle ou à montée rapide de cours d'eau, notamment le Saison. La commune a été reconnue en état de catastrophe naturelle au titre des dommages causés par les inondations et coulées de boue survenues en 1982, 1983, 1992, 2009, 2018 et 2021,.
Trois-Villes est exposée au risque de feu de forêt. En 2020, le premier plan de protection des forêts contre les incendies (PDPFCI) a été adopté pour la période 2020-2030. La réglementation des usages du feu à l’air libre et les obligations légales de débroussaillement dans le département des Pyrénées-Atlantiques font l'objet d'une consultation de public ouverte du 16 septembre au 7 octobre 2022,.

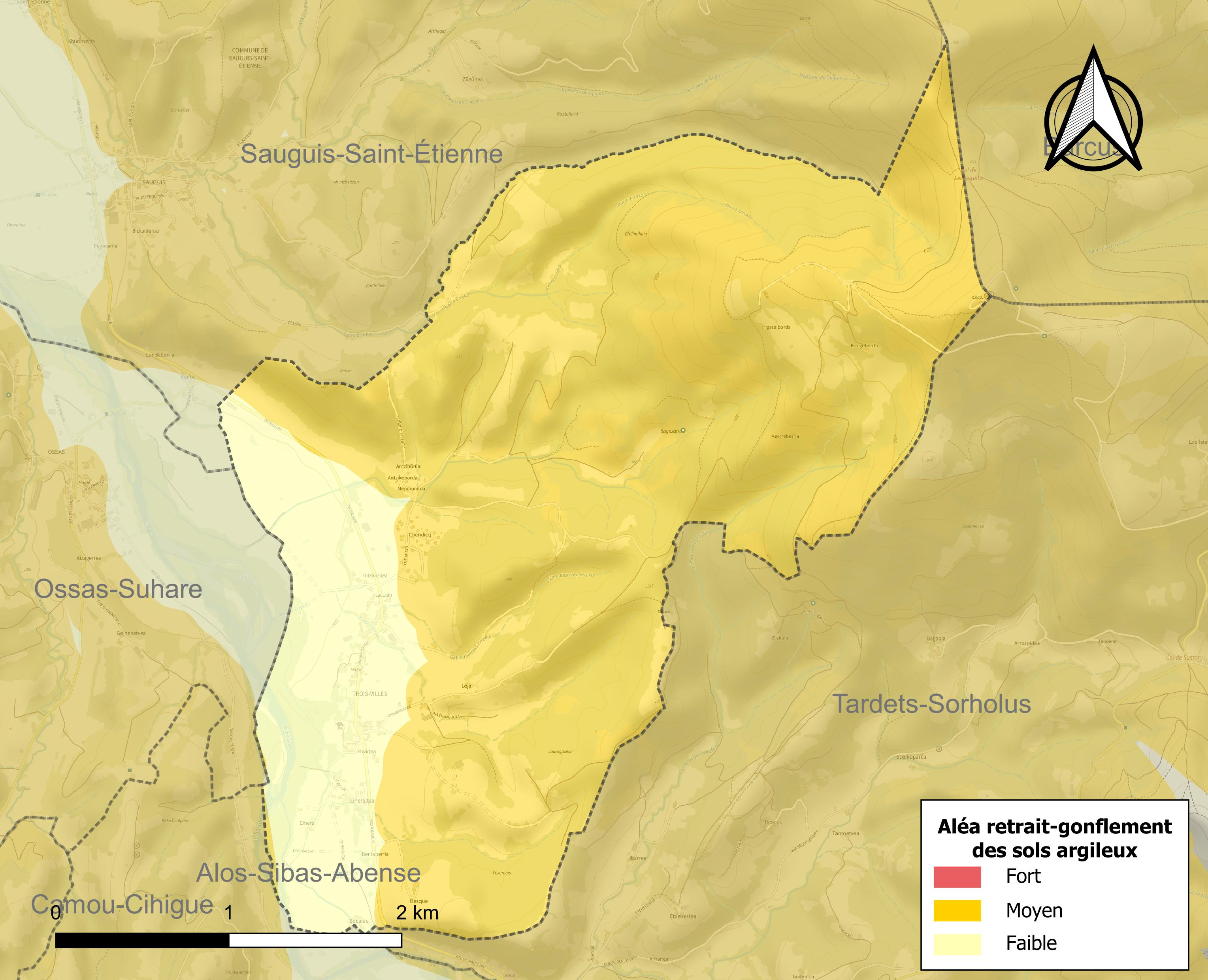
Carte des zones d'aléa retrait-gonflement des sols argileux de Trois-Villes.

Le retrait-gonflement des sols argileux est susceptible d'engendrer des dommages importants aux bâtiments en cas d’alternance de périodes de sécheresse et de pluie. 83,3 % de la superficie communale est en aléa moyen ou fort (59 % au niveau départemental et 48,5 % au niveau national). Depuis le 1er octobre 2020, en application de la loi ELAN, différentes contraintes s'imposent aux vendeurs, maîtres d'ouvrages ou constructeurs de biens situés dans une zone classée en aléa moyen ou fort,.

#### Risque technologique
La commune est en outre située en aval de barrages de classe A. À ce titre elle est susceptible d’être touchée par l’onde de submersion consécutive à la rupture de cet ouvrage.

## Toponymie

### Attestations anciennes
Le toponyme Trois-Villes apparaît sous les formes 
Tres-Bielles (1475, contrats d'Ohix) et 
Troisvilles (1863, dictionnaire topographique Béarn-Pays basque.

### Graphie basque
Son nom basque actuel est Iruri.

## Histoire
Paul Raymond note que la commune était un ancien comté.

## Politique et administration
| Période | Période  | Identité          | Étiquette | Qualité |
| ------- | -------- | ----------------- | --------- | ------- |
| 1995    | 2003     | Jean Uthurry      |           |         |
| 2003    | 2014     | Jean-Pierre Charo |           |         |
| 2014    | En cours | Jean Etchemendy   |           |         |

### Intercommunalité
La commune fait partie de huit structures intercommunales :
- la communauté d'agglomération du Pays Basque ;
- le SIGOM ;
- le SIVOM du canton de Tardets ;
- le SIVU chargé du tourisme en Haute-Soule et Barétous ;
- le syndicat AEP du pays de Soule ;
- le syndicat d'assainissement du pays de Soule ;
- le syndicat d'énergie des Pyrénées-Atlantiques ;
- le syndicat intercommunal pour le soutien à la culture basque.

## Population et société

### Démographie
L'évolution du nombre d'habitants est connue à travers les recensements de la population effectués dans la commune depuis 1793. Pour les communes de moins de 10 000 habitants, une enquête de recensement portant sur toute la population est réalisée tous les cinq ans, les populations de référence des années intermédiaires étant quant à elles estimées par interpolation ou extrapolation. Pour la commune, le premier recensement exhaustif entrant dans le cadre du nouveau dispositif a été réalisé en 2007.

En 2022, la commune comptait 141 habitants, en évolution de +4,44 % par rapport à 2016 (Pyrénées-Atlantiques : +3,78 %, France hors Mayotte : +2,11 %).
| 1793 | 1800 | 1806 | 1821 | 1831 | 1836 | 1841 | 1846 | 1851 |
| ---- | ---- | ---- | ---- | ---- | ---- | ---- | ---- | ---- |
| 286  | 290  | 331  | 331  | 336  | 364  | 383  | 382  | 351  |

| 1856 | 1861 | 1866 | 1872 | 1876 | 1881 | 1886 | 1891 | 1896 |
| ---- | ---- | ---- | ---- | ---- | ---- | ---- | ---- | ---- |
| 327  | 336  | 305  | 389  | 274  | 291  | 284  | 282  | 284  |

| 1901 | 1906 | 1911 | 1921 | 1926 | 1931 | 1936 | 1946 | 1954 |
| ---- | ---- | ---- | ---- | ---- | ---- | ---- | ---- | ---- |
| 295  | 267  | 250  | 215  | 220  | 226  | 216  | 207  | 184  |

| 1962 | 1968 | 1975 | 1982 | 1990 | 1999 | 2006 | 2007 | 2012 |
| ---- | ---- | ---- | ---- | ---- | ---- | ---- | ---- | ---- |
| 167  | 160  | 167  | 145  | 151  | 148  | 134  | 132  | 141  |

| 2017 | 2022 | - | - | - | - | - | - | - |
| ---- | ---- | - | - | - | - | - | - | - |
| 131  | 141  | - | - | - | - | - | - | - |

## Économie
La commune fait partie de la zone d'appellation de l'ossau-iraty.

## Culture locale et patrimoine

### Patrimoine civil
Le château de Trois-Villes, connu sous le nom de château d'Eliçabéa, résidence de la famille d'Andurain datant du XVIIe siècle, est classé aux monuments historiques depuis 1986.

### Patrimoine religieux
L’église Saint-Jean-Baptiste, construite entre 1664 et 1670, fut consacrée par l’abbé Garycoche, curé de Trois-Villes, au nom de l’évêque d’Oloron le 9 mai 1672 à l’occasion des obsèques de Jean-Armand du Peyrer, comte de Tréville.

## Événements sportifs
La commune se situe sur le trajet de la 16e étape du Tour de France 2007 qui y est passé le 25 juillet. Le parcours de 218 kilomètres reliait Orthez à Gourette - Col d'Aubisque.

## Galerie

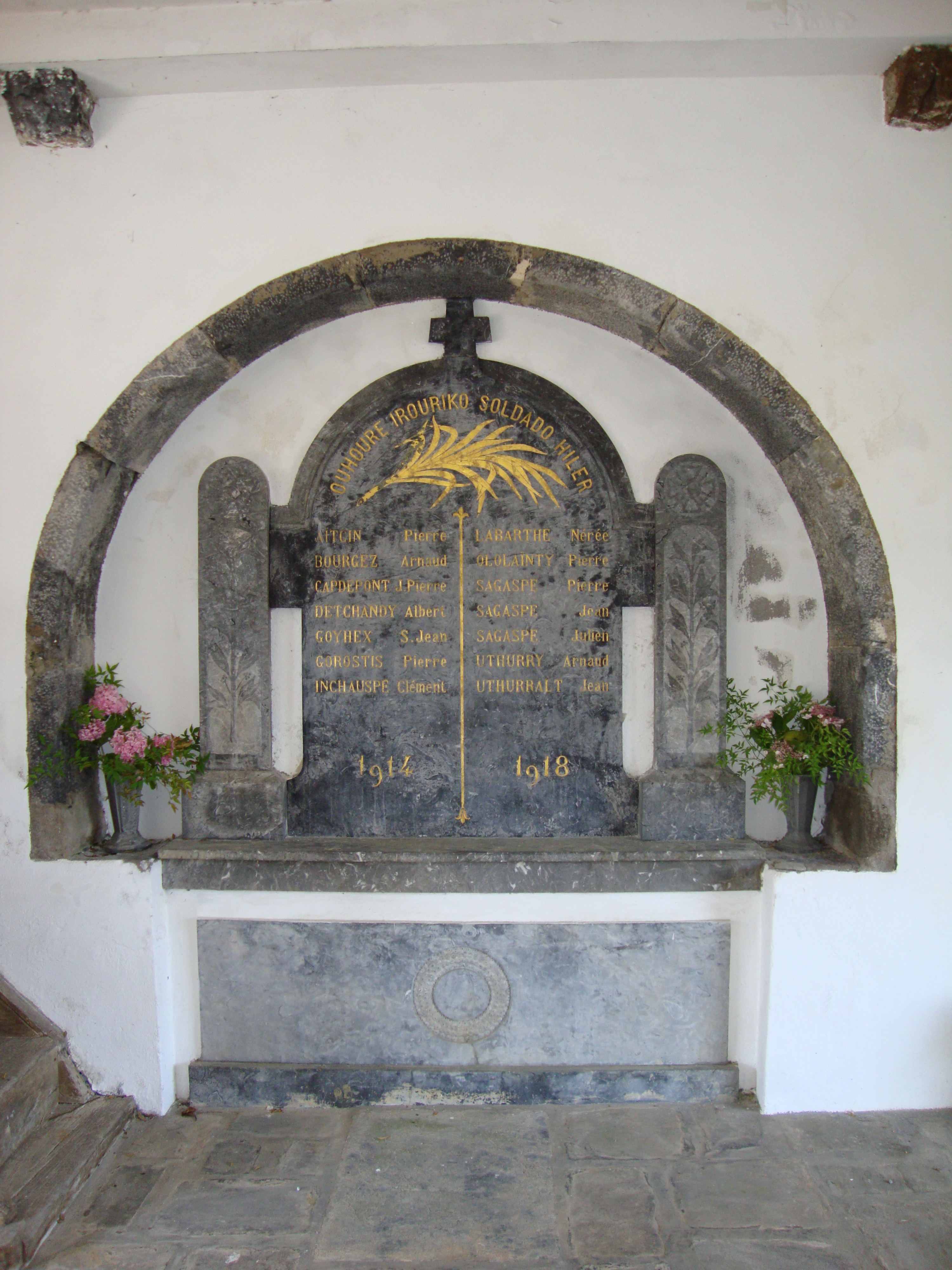
Le monument aux morts
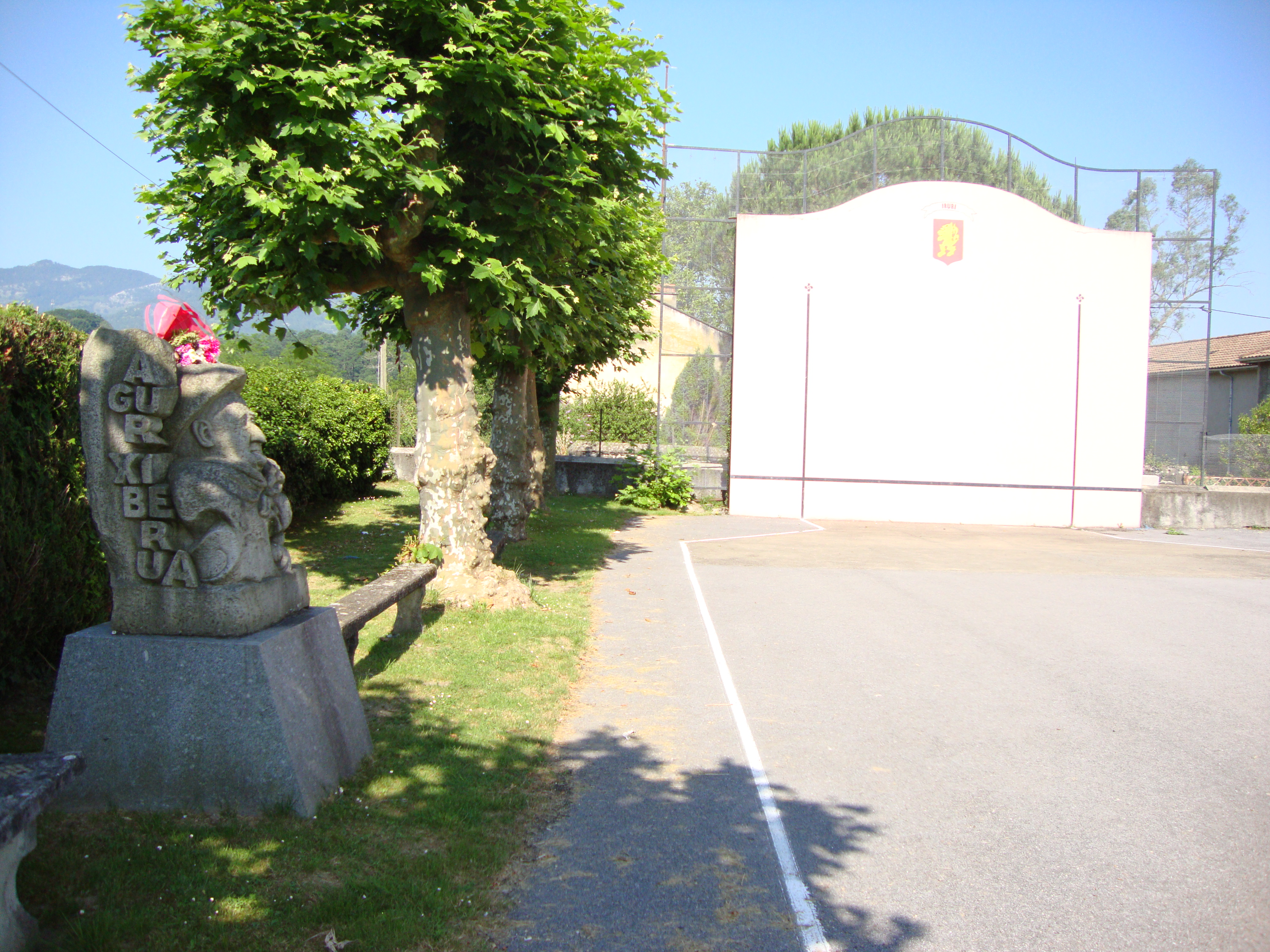
Fronton avec statue de Pierre Bordaçarre
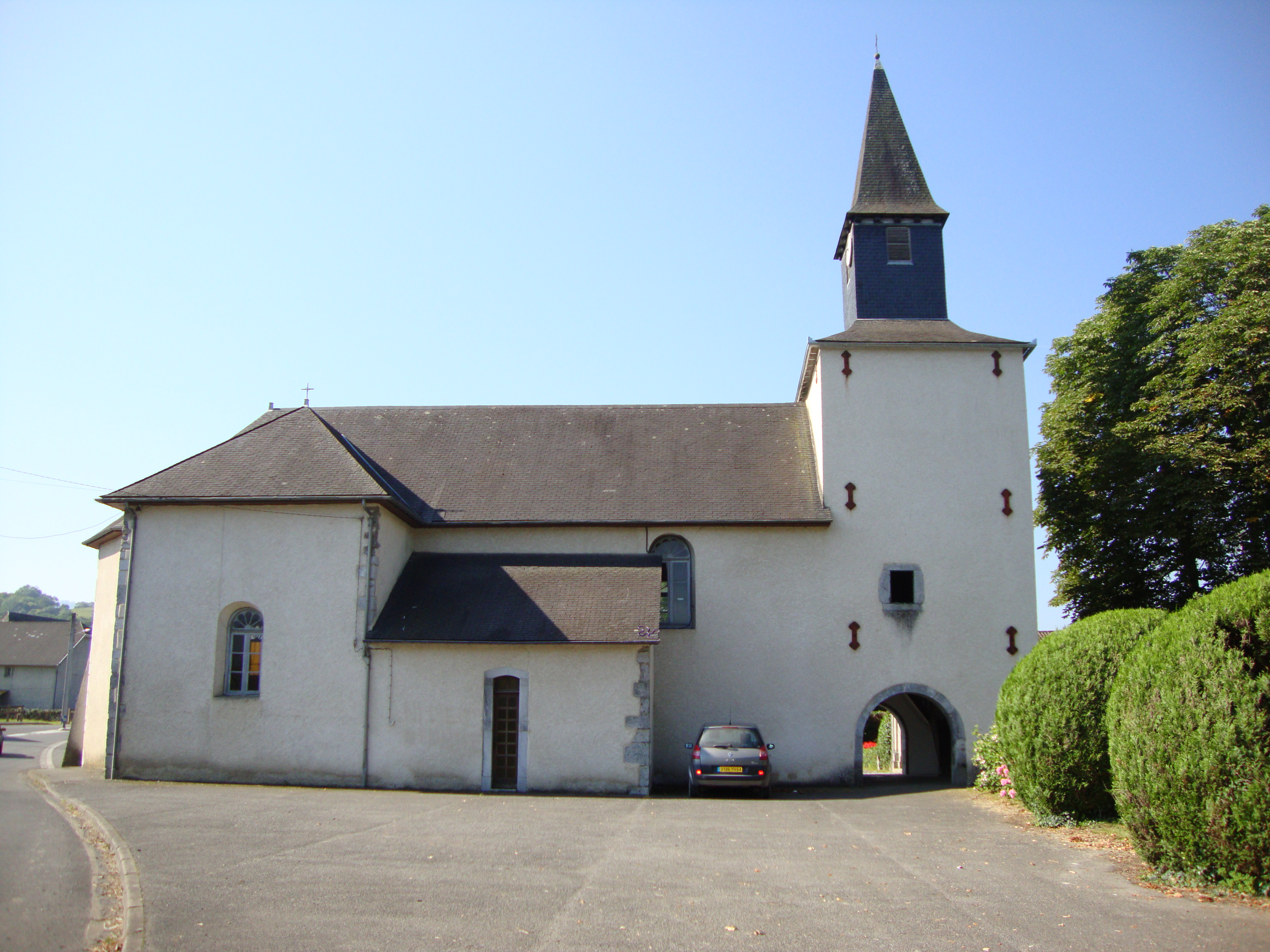
L'église
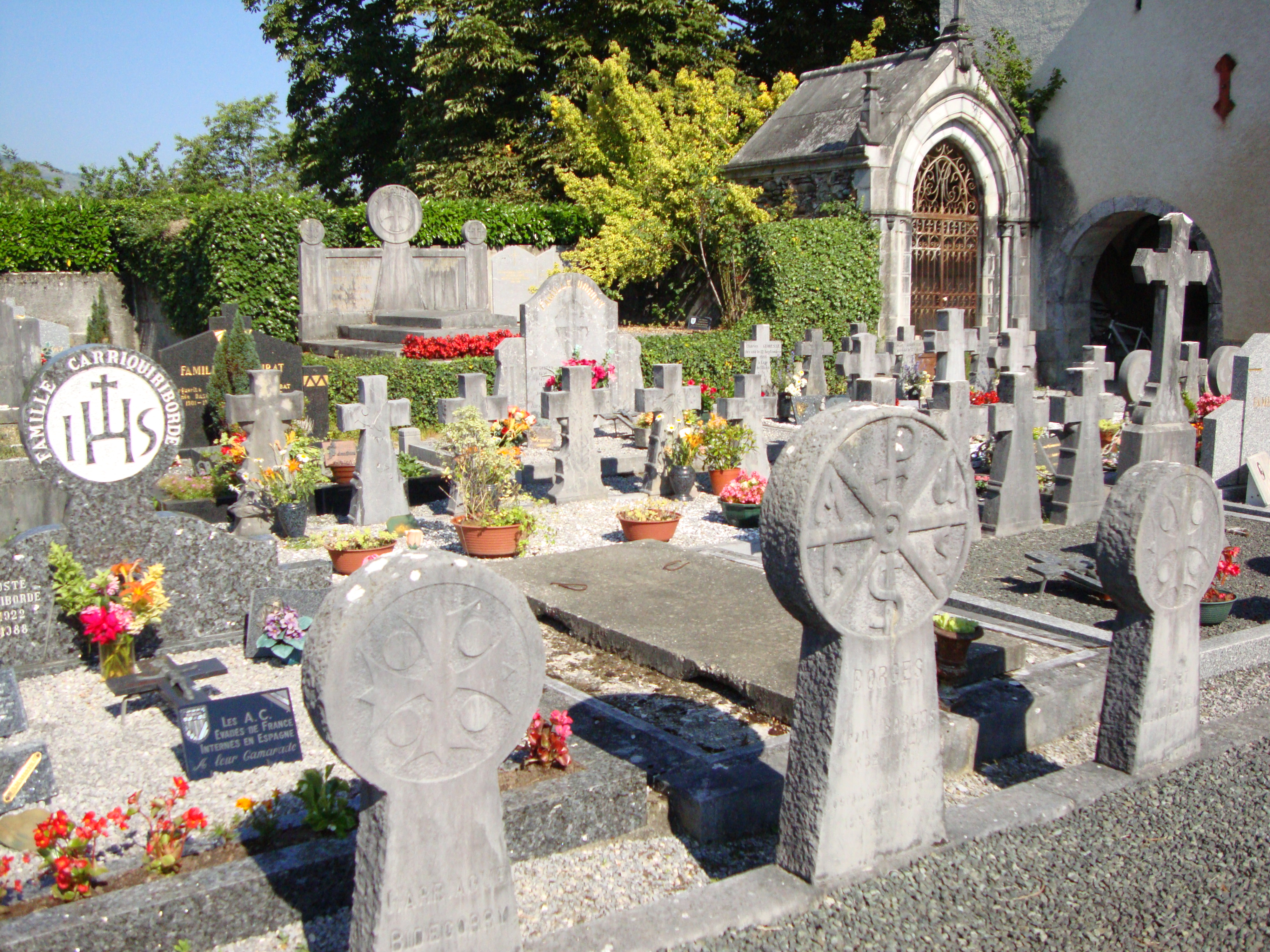
Stèles discoïdales
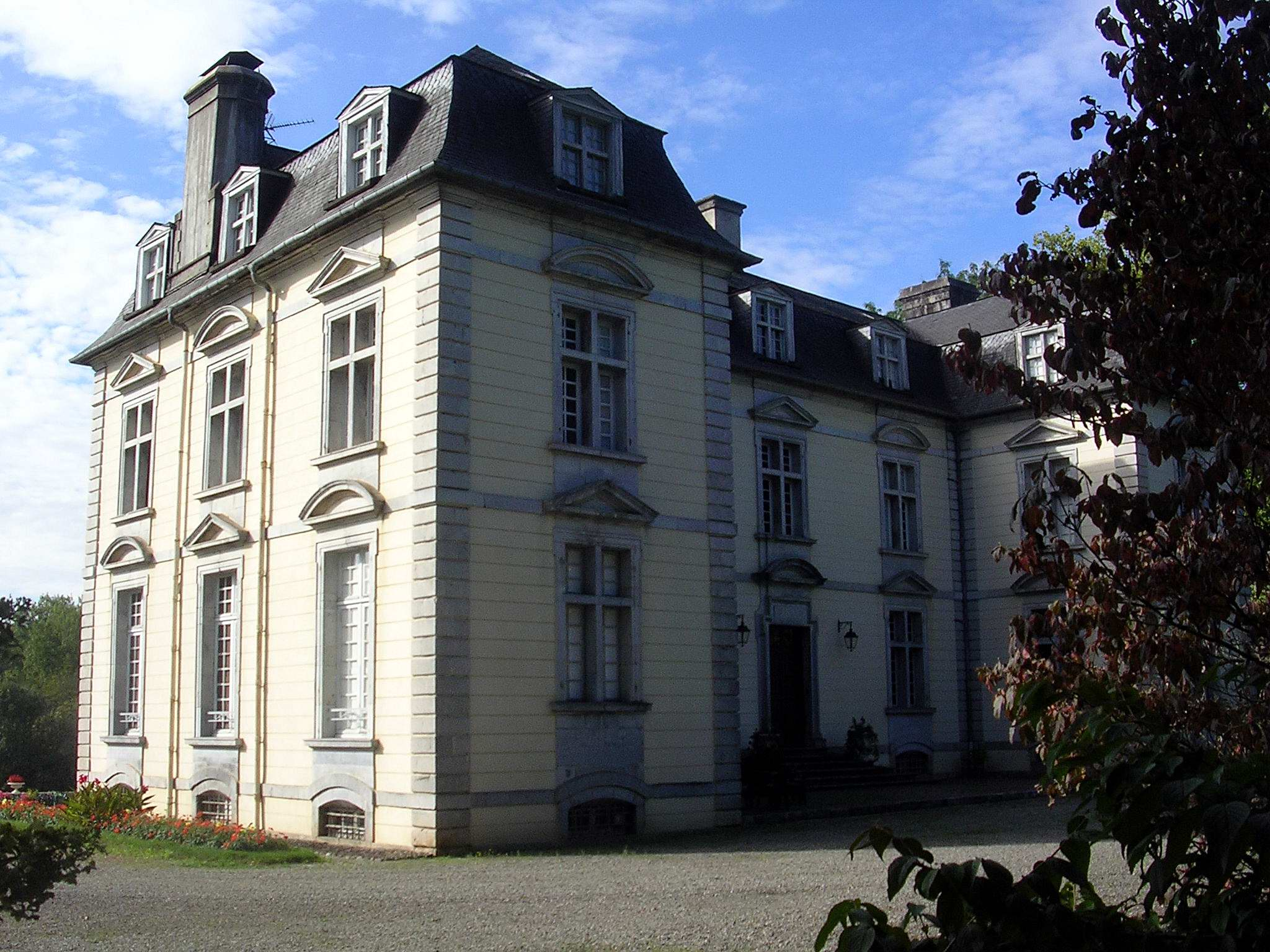
Château d'Eliçabéa

## Personnalités liées à la commune

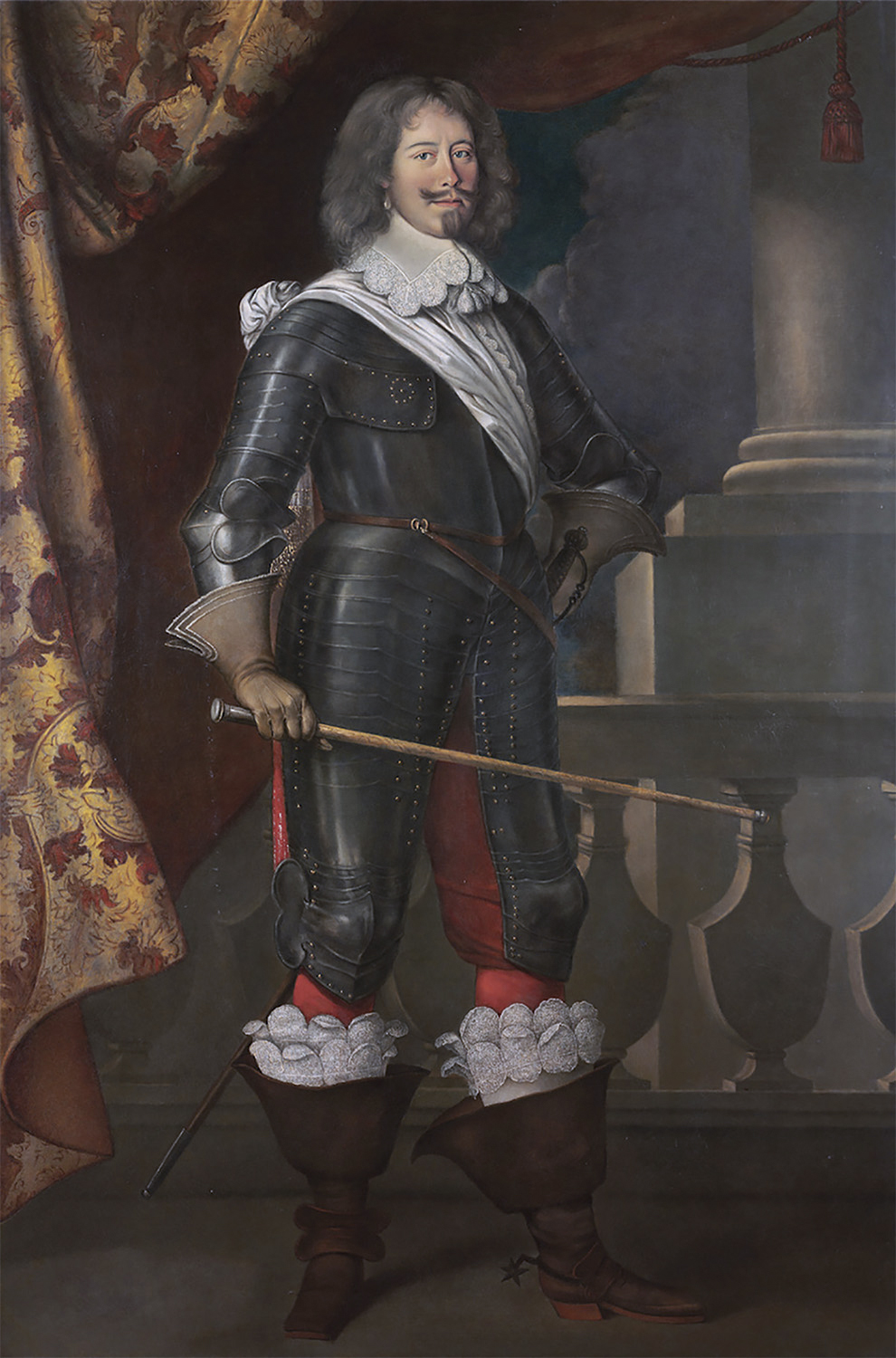
Portrait du comte de Tréville par Le Nain. Le comte de Tréville fit construire le château de Trois-Villes appartenant aujourd'hui à Madame d'Andurain. La trace du tableau de Le Nain, vendu dans les années 50, s'est perdue.

Jean-Armand du Peyrer, comte de Tréville (ou de Trois-Villes), connu sous le nom de M. de Tréville, lieutenant-capitaine de la compagnie des mousquetaires sous Louis XIII et personnage d'Alexandre Dumas, dans Les Trois Mousquetaires. Il fit construire le château d'Eliçabéa, situé sur la commune, entre 1660 et 1663.